# Junonia cebrene
Junonia cebrene är en fjärilsart som beskrevs av Henry Trimen 1870. Junonia cebrene ingår i släktet Junonia och familjen praktfjärilar. Inga underarter finns listade i Catalogue of Life.